# Raquel Zimmermann
Raquel Zimmermann (Bom Retiro do Sul, 6 maggio 1983) è una supermodella brasiliana.

## Carriera
Scoperta all'età di 14 anni da un agente di moda a Porto Alegre, in Brasile, nel 1995 frequenta successivamente una scuola per modelle e in seguito si trasferisce per un po' di tempo in Giappone. Nel settembre del 1999 debutta a Parigi sulla passerella di Chanel e di Valentino. Compare nella copertina del numero di settembre 2000 della famosa rivista femminile Vogue, immortalata dal fotografo Steven Meisel e appare su Vogue Francia nel febbraio dello stesso anno. Nel 2001 diventa il volto della linea make-up di Christian Dior.
La top model brasiliana appare, negli anni 2000, sulle copertine di riviste di moda internazionali quali Vogue, Elle, Numéro, L'Officiel, Marie Claire, Harper's Bazaar, Flair, V Magazine, French e molte altre.
Raquel Zimmermann sfila, negli anni, per le firme più prestigiose del mondo della moda come: Balenciaga, Roberto Cavalli, Yves Saint Laurent, Chanel, Chloé, Christian Dior, Calvin Klein, Gianfranco Ferré, Dolce & Gabbana, Givenchy, Balmain, Dsquared², Emanuel Ungaro, John Galliano, Burberry, Oscar de la Renta, Blumarine, Fendi, Alexander McQueen, Gucci, Giorgio Armani, Dries van Noten, Hermès, Lanvin, Alberta Ferretti, Max Mara, Louis Vuitton, Kenzo, Jean Paul Gaultier, Paco Rabanne, Salvatore Ferragamo, Karl Lagerfeld, Ralph Lauren, Moschino, Elie Saab, Missoni, Costume National, Vivienne Westwood, Bottega Veneta, Prada, Viktor and Rolf, Miu Miu, Krizia, Valentino, Versace, Donna Karan, Trussardi, Carolina Herrera, Zac Posen, Tommy Hilfiger, Narciso Rodriguez, Stella McCartney, Sonia Rykiel e moltissimi altri.
Ha inoltre preso parte alle sfilate/evento di Victoria's Secret, il celebre marchio americano di lingerie, nel 2002, nel 2005 e nel 2006. Nel 2004 diventa la testimonial della campagna pubblicitaria della maison tedesca Escada. Nel 2005 newyorkmagazine riporta che Raquel incassa più di 10.000$ per ogni singola sfilata e che durante le varie settimane della moda tra New York, Londra, Milano e Parigi sfila abitualmente per oltre 70 case di moda. 
Sempre nel 2005 diventa testimonial di Gucci e di Hermès. Partecipa inoltre alla prima puntata del talk-show brasiliano: Belíssima.
Nel 2006 è protagonista di ben 5 importanti campagne pubblicitarie internazionali: Louis Vuitton, Dolce & Gabbana, Max Mara, Escada e Viktor & Rolf for H&M. Nel 2007 è la testimonial di Chanel Eyewear, fotografata dal maestro Karl Lagerfeld. Di quest'ultimo Raquel è musa ispiratrice così come del fotografo inglese David Sims.
Nello stesso anno appare nello spot televisivo per il lancio della nuova fragranza di Gucci, Gucci by Gucci, diretto da David Lynch e diventa il volto di Dsquared². Tra il 2007 e il 2008 è stata il volto femminile scelto dalla Maison italiana Fendi per il lancio delle loro collezioni e per la promozione del nuovo profumo Fendi Palazzo.
Nel 2008 è il volto di Fendi, Lanvin, Roberto Cavalli, Printemps e Car Shoe e Il sito models.com la riporta in prima posizione nella classifica delle 50 top model più importanti e influenti al mondo, sottolineando la sua grande professionalità e celebrando più di dieci anni di presenza nel fashion system internazionale. Nel 2009 diventa il nuovo volto delle campagne pubblicitarie di Marc Jacobs, Oscar de la Renta, Hugo Boss e DeBeers. In maggio dello stesso anno appare sulla copertina di Vogue America insieme ad altre famose supermodelle tra le quali Natasha Poly e Natal'ja Vodjanova. Viene inoltre scelta per le campagne pubblicitarie autunno/inverno 2009/10 di Gucci, Giorgio Armani, Hermès, Jean Paul Gaultier, Shiseido e per il nuovo profumo di Viktor & Rolf.
Nel 2010 è la protagonista del calendario di Vogue Paris insieme alle colleghe Natasha Poly e Iselin Steiro, fotografate per l'occasione da Mario Sorrenti. Nel 2011 viene fotografata in otto campagne pubblicitarie per l'Autunno/Inverno 2011/12, tra cui Yves Saint Laurent, Jimmy Choo, Alexander McQueen, Lanvin, Shiseido e Alexander Wang.
Il sito models.com la inserisce in quattordicesima posizione nella "Icon List", ossia la classifica delle modelle divenute "iconiche" e di riferimento nel mondo della moda. Appare nel video Born This Way di Lady Gaga. In agosto appare in una delle sei copertine del "Pick Up Issue" della rivista i-D.
Nel 2014 viene scelta da Narciso Rodriguez come testimonial della nuova fragranza Narciso, definendola «È di una bellezza straordinaria. È elegantemente seduttiva, o forse seduttivamente elegante.» L'anno successivo è tra le protagoniste del Calendario Pirelli, fotografata da Steven Meisel.
Nel 2016 viene scelta come testimonial della campagna primavera/estate di Versace, accanto a Gigi Hadid e Natasha Poly. L'anno successivo è tra le testimonial, accanto a Irina Shayk, Julia Nobis, Carolyn Murphy e Vittoria Ceretti, della campagna pubblicitaria primavera/estate di Alberta Ferretti, realizzata dal fotografo statunitense Steven Meisel.

## Vita privata
Raquel Zimmermann è sposata con il fotografo Ruy Sanchez Blanco. La famiglia vive a New York.

## Filmografia

### Videoclip
- Born This Way - Lady Gaga (2011)

## Agenzie
- Viva Models - Parigi
- Why Not Model Agency
- DNA Model Management
- Ten Model Management

## Campagne pubblicitarie
- A. Brand (2011)
- Alberta Ferretti  P/E (2017)
- Alexander McQueen (2010-2011, 2013)
- Alexander Wang (2011, 2015)
- Animale (2008-2011)
- Balenciaga P/E (2006)
- Bottega Veneta (2013)
- Car Shoe (2008)
- Céline (2017)
- Chloe (2010-2011,2023)
- Dior (2012)
- Dolce & Gabbana P/E (2006)
- Escada A/I (2004)
- Fendi (2007-2008)
- ForeverMark (2009)
- Gap (2009)
- Giorgio Armani A/I (2009)
- Gucci (2008-2010, 2014)
- H&M (2011, 2014, 2019)
- H&M summer (2018)
- Hermès A/I (2009)
- Hugo Boss (2009, 2011)
- Isabel Marant (2016)
- Jean Paul Gaultier (2009)
- Jimmy Choo (2011)
- Juicy Couture (2011)
- Lanvin (2008, 2011, 2023)
- Loewe (2015)
- Louis Vuitton (2011)
- Lucky Brand Jeans (2014)
- Mango Committed (2017)
- Marc Jacobs (2009)
- Marni (2012)
- Moschino (2014, 2016)
- Narciso Rodriguez (2014, 2016-2019)
- Nina Ricci (2012)
- Oscar de la Renta (2009)
- Paule Ka (2014)
- Prada (2004, 2013, 2016)
- Printemps (2008-2009, 2011)
- Revlon (2018)
- Roberto Cavalli A/I (2008)
- Salvatore Ferragamo (2013)
- Shiseido (2009-2012)
- Uniquo (2010)
- Valentino A/I (2002)
- Versace (2004, 2016, 2018)
- Viktor & Rolf (2009)
- Yves Saint Laurent (2011)
- #YSL14 by Anthony Vaccarello (2018)
- Zara (2013)